# 火龍駒
火龍駒（Mighty High，前稱Berouni）是一匹法國出生，於法國及香港出賽的純種競賽馬匹，主要勝出賽事為百週年紀念銀瓶、香港冠軍暨遮打盃。

## 競賽生涯

### 法國
Berouni在法國出道，出賽四場取得兩場勝利，一場為平磅賽另一場為讓賽，所角逐的路程由2000-2100米，之後被運回香港準備出賽，改名為火龍駒。

### 香港

#### 2009-10年馬季
在香港正式出道前，於2009年11月18日接受閹割手術。火龍駒在2010年2月24日在跑馬地馬場首次亮相，第三班評分85-60的1650米賽事中亮相，只能以第八名完成，賽後第二天證實右前足不良於行。火龍駒要等待到5月8日才能出賽，於賽事末段發力，帶離其他對手勝出。接著在6月12日角逐第2班1600米賽事，爆冷不敵悅璐孖寶屈居亞軍。兩星期後出賽香港賽馬會社群盃，在只有六匹馬參與下，火龍駒一直領先將優勢帶到終點。

#### 2010-11年馬季
火龍駒在季初成為了注目的頂班賽駒之一，於香港賽馬會舉行的我的至愛新星選舉中，火龍駒排行第三。火龍駒在季初有個小低潮，首先在婦女銀袋賽大熱倒灶，接著在馬會盃發揮一般，以第六名完成。火龍駒原定不能角逐香港國際賽事，但在香港瓶中，德國代表事事皆能退出，由火龍駒頂替。在賽事當天沒有馬領放，由火龍駒帶出，結果在直路力弱，但仍能以一席接近的第七名完成。
之後再之角逐跑馬地比賽，在一月盃中僅負於谷草王者衝鋒槍以第二名完成。返回沙田角逐三級賽百週年紀念銀瓶，結果火龍駒在250米處開始帶出，以3個馬位的絕對優勢勝出賽事。之後角逐香港金盃，成為了熱門之一，於直路末段一帶出，但最後被後上的對手超越，奪得季軍。在3月20日角逐的精英盃中，原定由白德民策騎，但白德民在當天受傷，由韋達頂替，負重磅上陣下，在賽事末段與沙貝利鬥得難分難解，結果以短距離飲恨。火龍駒在5月1日出戰愛彼錶女皇盃，結果以第三名完成，賽事末段不敵雄心威龍及加州萬里跑第三而回。六天後增程2400米，出戰皇太后紀念盃，結果在重磅下以第三名完成。在5月29日於香港冠軍暨遮打盃上陣，結果以短馬頭位力壓表現回勇的好先生勝出，賽後白德民向約翰摩亞表示，馬匹可以角逐墨爾本盃。

#### 2011-12年馬季
在九月初，與另一匹香港賽駒摩法神采遠征澳洲，火龍駒角逐兩場澳洲重要賽事，分別是考菲爾德盃及墨爾本盃。火龍駒首先與9月24日一場1700米的普通讓賽作為熱身，但需負61.5公斤（約136磅）出賽，比起生涯以往任何賽事為重，起步後一度領先，之後縮回中間位置，曾經直路一度未能望空，但仍憑實力以第三名完成。之後在一級賽考菲爾德錦標上陣，成為了半冷門，火龍駒僅守第三位，直路被段被困一度退至第五名，結果終點前力追，趕及追過萬物主宰以第四名完成。10月15日出戰考菲爾德盃，在澳洲被捧成次熱，於一檔起下步搶先，雖然沿途未受威脅，但馬匹走勢不規矩，未到最終的直路乏力，結果以失望的第十七名結束。經獸醫檢查後，雖然無大礙，一度考慮繼續征戰墨爾本盃，但最終決定放棄。返回香港後，首戰是馬會盃，全程沒有好表現下只能以第九名完成。在香港瓶表現一般，只能以第八名完成。
2012年1月11日出戰一月盃，在配都爾下被忽視，最終跑回一席第四名而回。1月29日，再於董事盃跑第七而回。2月26日，於香港金盃中一度與威利旺旺帶離主馬群，但轉入直路後轉弱，結果包尾而回。在馬匹實力較弱的精英碟，也只能以第十名過終點，賽後翌晨更被獸醫發現左前腿不良於行。2012年4月20日，火龍駒轉投何良訓練。

#### 2012-13年馬季
火龍駒轉投何良後，首戰是東方表行沙田錦標，並改由黎海榮執韁，但表現令人失望，包尾而回。11月18日，火龍駒改配薛寶力出戰浪琴表馬會盃，表現仍舊令人失望，以第十一名過終點。2013年1月1日，火龍駒縮程角逐1400米華商會挑戰盃，並改由蘇狄雄執韁，但表現仍舊令人失望，以第十名過終點，賽後翌晨更再度被獸醫發現左前腿不良於行。2月2日，該駒角逐百週年紀念銀瓶，雖然沿途前領競跑，但去到末段力弱，以第九名過終點。2月27日，火龍駒角逐跑馬地第一班1650米賽事，以第六名過終點。4月17日，該駒交由何澤堯策騎，角逐跑馬地第二班2200米賽事香港欖球總會盃，雖然沿途前領競跑，但去到末段力弱，以第七名過終點，落後頭馬威利加數兩個半馬位。5月5日，火龍駒重新交由蘇狄雄執韁，再度角逐皇太后紀念盃，雖然沿途前領競跑，但去到末段力弱，以第十一名過終點，落後頭馬多名利三個半馬位。

#### 2013-14年馬季
火龍駒是季僅曾出賽四次，先於9月17日角逐一場二班1650米賽事，敗於金獅快將，以第九名過終點；久休四個月後再度上陣，仍敗於金獅快將，以第八名過終點。隨後角逐二班1800米，雖然跟前競跑，但去到末段已經力弱，包尾而回。
3月5日，火龍駒首次交由杜利萊執韁，角逐三班1650米賽事，雖然跟前競跑，但去到末段已經力弱，包尾而回。
2014年3月14日，火龍駒正式結束在港的競賽生涯。

## 詳細賽績
| 日期       | 馬場     | 距離   | 級別 | 賽事名稱                | 負重     | 騎師   | 名次/出馬 | 時間      | 與頭馬距離 | 冠軍（亞軍）  |
| ---------- | -------- | ------ | ---- | ----------------------- | -------- | ------ | --------- | --------- | ---------- | ------------- |
| 16/4/2009  | 隆尚     | 草2000 |      | 三歲馬條件讓磅賽        | 54.5公斤 | 蘇銘倫 | 4/9       | (2:09.34) | 1.5        | Strike Ballot |
| 4/5/2009   | 隆尚     | 草2100 |      | 三歲馬平磅賽            | 57公斤   | 蘇銘倫 | 1/9       | 2:15.3    | 1          | （Therefore） |
| 28/5/2009  | 聖格盧   | 草2100 |      | 三歲馬條件讓磅賽        | 56公斤   | 蘇銘倫 | 2/7       | 2:17.8    | 0.5        | Cashelga      |
| 18/6/2009  | 隆尚     | 草2000 |      | 三歲馬條件讓磅賽        | 56公斤   | 柏士祺 | 1/6       | 2:19.0    | 馬頭       | （Makt）      |
| 24/2/2010  | 跑馬地   | 草1650 |      | 第三班讓賽              | 133      | 白德民 | 8/12      | 1:40.69   | 3-1/4      | 好德煌        |
| 8/5/2010   | 沙田     | 草1800 |      | 黃頌顯盃（3班）         | 133      | 白德民 | 1/14      | 1:48.35   | 3-1/4      | （利好）      |
| 12/6/2010  | 沙田     | 草1600 |      | 第二班讓賽              | 133      | 白德民 | 2/14      | 1:34.54   | 頭位       | 悅璐孖寶      |
| 27/6/2010  | 沙田     | 草2000 |      | 香港賽馬會社群盃（1班） | 122      | 勞愛德 | 1/6       | 2:04.14   | 2          | （金碧亮馬）  |
| 17/10/2010 | 沙田     | 草1800 |      | 婦女銀袋賽（1班）       | 122      | 勞愛德 | 8/12      | 1:48.21   | 4-1/4      | 歡呼星        |
| 14/11/2010 | 沙田     | 草2000 | G2   | 馬會盃                  | 123      | 勞愛德 | 6/11      | 2:02.86   | 4-3/4      | 魔法幻影      |
| 12/12/2010 | 沙田     | 草2400 | G1   | 香港瓶                  | 126      | 勞愛德 | 7/13      | 2:28.63   | 5-3/4      | 技藝精湛      |
| 19/1/2011  | 跑馬地   | 草1800 |      | 一月盃（1班）           | 118      | 郭能   | 2/10      | 1:49.51   | 1-1/2      | 衝鋒槍        |
| 11/2/2011  | 沙田     | 草1800 | HKG3 | 百週年紀念銀瓶          | 120      | 白德民 | 1/11      | 1:47.90   | 2-3/4      | （勝眼光）    |
| 27/2/2011  | 沙田     | 草2000 | HKG1 | 香港金盃                | 126      | 韋達   | 3/12      | 2:01.87   | 1-1/2      | 加州萬里      |
| 20/3/2011  | 沙田     | 草1800 | HKG3 | 精英碟                  | 133      | 韋達   | 2/7       | 1:47.29   | 短馬頭     | 沙貝利        |
| 1/5/2011   | 沙田     | 草2000 | G1   | 愛彼錶女皇盃            | 126      | 馬偉昌 | 3/14      | 2:02.40   | 1          | 雄心威龍      |
| 7/5/2011   | 沙田     | 草2400 | HKG3 | 皇太后紀念盃            | 133      | 白德民 | 3/8       | 2:30.78   | 3/4        | 威利旺旺      |
| 29/5/2011  | 沙田     | 草2400 | HKG1 | 香港冠軍暨遮打盃        | 126      | 白德民 | 1/8       | 2:28.34   | 短馬頭     | （好先生）    |
| 24/9/2011  | 考菲爾德 | 草1700 |      | 公開讓賽                | 61.5公斤 | 白德民 | 3/10      | (1:42.50) | 3          | 再加零        |
| 8/10/2011  | 考菲爾德 | 草2000 | G1   | 考菲爾德錦標            | 59公斤   | 白德民 | 4/9       | (2:02.50) | 4          | 勇者無畏      |
| 15/10/2011 | 考菲爾德 | 草2000 | G1   | 考菲爾德盃              | 56公斤   | 白德民 | 17/18     | (2:28.44) | 22.1       | 南方快駒      |
| 20/11/2011 | 沙田     | 草2000 | G2   | 馬會盃                  | 128      | 勞愛德 | 9/11      | 2:02.46   | 5-1/4      | 自由好        |
| 11/12/2011 | 沙田     | 草2400 | G1   | 香港瓶                  | 126      | 白德民 | 8/13      | 2:28.75   | 7-3/4      | 多利得        |
| 11/1/2012  | 跑馬地   | 草1800 | HKG3 | 一月盃                  | 132      | 都爾   | 4/12      | 1:49.27   | 4-1/4      | 滿綵          |
| 29/1/2012  | 沙田     | 草1600 | HKG1 | 董事盃                  | 126      | 郭能   | 7/14      | 1:35.81   | 5-1/2      | 雄心威龍      |
| 26/2/2012  | 沙田     | 草2000 | HKG1 | 香港金盃                | 126      | 郭立基 | 10/10     | 2:04.41   | 9-1/2      | 雄心威龍      |
| 18/3/2012  | 沙田     | 草1800 | HKG3 | 精英碟                  | 126      | 韋紀力 | 10/12     | 1:49.32   | 11-3/4     | 自由好        |
| 28/10/2012 | 沙田     | 草1600 | HKG2 | 沙田錦標                | 121      | 黎海榮 | 14/14     | 1:35.69   | 13         | 雄心威龍      |
| 18/11/2012 | 沙田     | 草2000 | G2   | 馬會盃                  | 123      | 薛寶力 | 11/12     | 2:02.88   | 8-1/2      | 加州萬里      |
| 1/1/2013   | 沙田     | 草1400 | HKG3 | 華商會挑戰盃            | 116      | 蘇狄雄 | 10/14     | 1:22.82   | 5-1/4      | 喜蓮標緻      |
| 2/2/2013   | 沙田     | 草1800 | HKG3 | 百週年紀念銀瓶          | 114      | 蘇狄雄 | 9/13      | 1:48.35   | 6-1/2      | 滿綵          |
| 27/2/2013  | 跑馬地   | 草1650 |      | 第一班讓賽              | 123      | 蘇狄雄 | 4/11      | 1:42.32   | 4-1/4      | 傲男          |
| 17/4/2013  | 跑馬地   | 草2200 |      | 香港欖球總會盃（2班）   | 130      | 何澤堯 | 7/9       | 2:19.18   | 2-1/2      | 威利加數      |
| 5/5/2013   | 沙田     | 草2400 | HKG3 | 皇太后紀念盃            | 130      | 蘇狄雄 | 11/14     | 2:30.54   | 3-1/2      | 多名利        |
| 17/9/2013  | 跑馬地   | 草1650 |      | 第二班讓賽              | 121      | 黎海榮 | 9/12      | 1:41.00   | 3-1/4      | 金獅快將      |
| 22/1/2014  | 跑馬地   | 草1650 |      | 香港會挑戰盃（2班）     | 122      | 薛寶力 | 8/12      | 1:40.98   | 4-1/2      | 金獅快將      |
| 19/2/2014  | 跑馬地   | 草1800 |      | 第二班讓賽              | 118      | 蘇狄雄 | 12/12     | 1:52.01   | 10-1/4     | 旅遊名牌      |
| 5/3/2014   | 跑馬地   | 草1650 |      | 第三班讓賽              | 129      | 杜利萊 | 12/12     | 1:42.71   | 11-3/4     | 聰明波        |

## 血統背景
父系名畫家是1994年出生，曾勝出凱旋門大賽。之後投入配種後取得相當的成功，除了在歐洲外還在澳洲及日本展開配種生涯。母系Bernimixa，1999年出生，出自Linamix，曾勝出一場2700米的二級賽，繁殖取得不錯的成績，多數出賽的子嗣都取得勝利。

## 外部連結
- 香港賽馬會‧火龍駒賽績紀錄 （页面存档备份，存于）
- 血統表 （页面存档备份，存于）